# Triglochin hexagona
Triglochin hexagona är en sältingväxtart som beskrevs av John McConnell Black. Triglochin hexagona ingår i släktet sältingar, och familjen sältingväxter. Inga underarter finns listade.